# Gómez García de Albornoz
Gómez García de Albornoz (m. 1380) fue el VI señor de Albornoz y de Ascoli. Era el primogénito de Alvar García de Albornoz, V señor de Albornoz, y de su esposa Teresa Rodríguez.

## Biografía
Fue mayordomo mayor del rey de Enrique II, capitán del ejército pontificio en Italia, a cuyo mando estaba su tío el cardenal Gil de Albornoz. Además fue capitán de los ejércitos de la reina Juana I de Nápoles.
Falleció en 1380 en Italia y recibió sepultura en el convento de Santa Clara de Alcocer.

## Descendencia
Se casó con Constanza Manuel, II señora del Infantado (Alcocer), Carcelén y Montealegre, hija de Sancho Manuel de Villena y de su esposa María de Castañeda, nieta de Don Juan Manuel y bisnieta de Manuel de Castilla. Fueron padres de:
- Juan de Albornoz (m. Fuente del Maestre, 1389), VII señor de Albornoz, III señor del Infantado y copero mayor del rey Juan I de Castilla.[1] Casado con Constanza Téllez de Castilla, hija bastarda del infante Tello,[1] I señor de Aguilar de Campoo, y de Elvira Martínez de Lezcano.[6]

De una relación extramatrimonial tuvo a:
- Garci Álvarez de Albornoz, alcalde y regidor del Concejo de Cuenca, y además fue guarda mayor de la ciudad.[1]